# 동궁서궁
동궁서궁(東宮西宮, East Palace West Palace)은 중국에서 제작된 장위엔 감독의 1996년 영화이다. 한 시 등이 주연으로 출연하였고 장위엔 등이 제작에 참여하였다.

## 출연

### 주연
- 한 시
- 후준
- 마문

### 조연
- 자오웨이

## 제작진
- 조감독: 지 쳉
- 음향: 강 우
- 미술: 안병